# 丙三醇-1,2-碳酸酯
丙三醇-1,2-碳酸酯是丙三醇（甘油）的环状碳酸酯，化学式为C4H6O4。
有多种方法可以合成丙三醇-1,2-碳酸酯：
它和对甲苯磺酰氯在三乙胺存在下反应，可以得到O-对甲苯磺酰基碳酸甘油酯。